# Cyligramma obscurior
Cyligramma obscurior är en fjärilsart som beskrevs av Embrik Strand 1914. Cyligramma obscurior ingår i släktet Cyligramma och familjen nattflyn. Inga underarter finns listade i Catalogue of Life.